# Gonodonta velata
Gonodonta velata là một loài bướm đêm trong họ Noctuidae.